# 20 (電気グルーヴのアルバム)
『20』（トゥエンティ）は、2009年8月19日にリリースされた電気グルーヴの11作目のアルバム。

## 解説
- 前作『YELLOW』から1年足らずでの発売となった。
- 今作は結成20周年記念アルバムとなっている。
- 初回生産限定盤と通常盤の2形態で発売。初回盤はボーナスディスクとDVDが付いた豪華3枚組。加えて結成20周年記念ステッカー、そして2001年以降の内容も新たに収録した完全バイオグラフィーブックレットが封入された豪華仕様である。このブックレットではこれまでの20年間の電気の詳細な歴史が紹介されているが、こちらも『The Last Supper』と同様、虚実ない交ぜにされており、一部デタラメな嘘バイオグラフィーの記述がネタとして入っている。
- 9曲目の『フォックス』終了後、『電話加入権 THE MOVIE』という映画予告風の音声が流れる。

### CD
| 全作曲: 石野卓球（#8のみ, 作曲: ピエール瀧）。 |                              |                      |                                        |      |
| #                                              | タイトル                     | 作詞                 | 作曲・編曲                             | 時間 |
| 1.                                             | 「電気グルーヴ20周年のうた」 | 石野卓球・ピエール瀧 | 石野卓球 （#8のみ, 作曲: ピエール瀧 ） | 3:27 |
| 2.                                             | 「タランチュラ」             | 石野卓球             | 石野卓球 （#8のみ, 作曲: ピエール瀧 ） | 3:51 |
| 3.                                             | 「ポンコツ幻想曲」           | 石野卓球・ピエール瀧 | 石野卓球 （#8のみ, 作曲: ピエール瀧 ） | 4:32 |
| 4.                                             | 「何枚だ?」                  | ピエール瀧           | 石野卓球 （#8のみ, 作曲: ピエール瀧 ） | 5:26 |
| 5.                                             | 「猫とイスラエル」           | 石野卓球             | 石野卓球 （#8のみ, 作曲: ピエール瀧 ） | 5:23 |
| 6.                                             | 「エキゾティカ」             |                      | 石野卓球 （#8のみ, 作曲: ピエール瀧 ） | 4:50 |
| 7.                                             | 「エンジのソファー」         | ピエール瀧           | 石野卓球 （#8のみ, 作曲: ピエール瀧 ） | 3:54 |
| 8.                                             | 「ピエール瀧の体操42歳」     |                      | 石野卓球 （#8のみ, 作曲: ピエール瀧 ） | 4:57 |
| 9.                                             | 「フォックス」               | 石野卓球・ピエール瀧 | 石野卓球 （#8のみ, 作曲: ピエール瀧 ） | 4:48 |
| 合計時間:                                      | 合計時間:                    | 合計時間:            | 41:08                                  |      |

| 全作曲: 石野卓球。 |                                                           |                      |            |      |
| #                  | タイトル                                                  | 作詞                 | 作曲・編曲 | 時間 |
| 1.                 | 「電気グルーヴ20周年のうた」(カラオケ)                    |                      | 石野卓球   | 3:27 |
| 2.                 | 「タランチュラ」(カラオケ)                                |                      | 石野卓球   | 3:51 |
| 3.                 | 「ポンコツ幻想曲」(カラオケ)                              |                      | 石野卓球   | 4:32 |
| 4.                 | 「何枚だ?」(カラオケ)                                     |                      | 石野卓球   | 5:26 |
| 5.                 | 「猫とイスラエル」(カラオケ)                              |                      | 石野卓球   | 5:23 |
| 6.                 | 「エキゾティカ」(カラオケ)                                |                      | 石野卓球   | 4:50 |
| 7.                 | 「エンジのソファー」(カラオケ)                            |                      | 石野卓球   | 3:54 |
| 8.                 | 「フォックス」(カラオケ)                                  |                      | 石野卓球   | 4:48 |
| 9.                 | 「モノノケダンス」(Sugiurumn Remix)                       | 石野卓球・ピエール瀧 | 石野卓球   | 9:50 |
| 10.                | 「かっこいいジャンパー」(Kagami's Sakebi Bakuhatsu Remix) | 石野卓球             | 石野卓球   | 6:41 |
| 11.                | 「弾けないギターを弾くんだぜ」(Be Taro Mix)               | 石野卓球             | 石野卓球   | 4:10 |
| 12.                | 「モノノケダンス」(TV size)                               | 石野卓球・ピエール瀧 | 石野卓球   | 1:21 |
| 13.                | 「さんぷんまるのうた」(TV size)                           | 石野卓球・ピエール瀧 | 石野卓球   | 0:35 |
| 合計時間:          | 合計時間:                                                 | 合計時間:            | 58:48      |      |

| #  | タイトル | 作詞 | 作曲・編曲 |
| -- | --- | ---- | ---------- |
| 1. | 「タランチュラ」(Director: 宇川直宏)                                                                                   |      |            |
| 2. | 「電気グルーヴ20周年のうた」(Director: 天久聖一)                                                                       |      |            |
| 3. | 「ピエール瀧の体操42歳」(Director: ピエール瀧/「ピエール瀧の体操42歳」の、瀧の出演シーンをカットした映像)              |      |            |
| 4. | 「みんなの体操42歳」(Director: ピエール瀧)                                                                             |      |            |
| 5. | 「デジタルコミック 『前髪タラちゃん』」(作: アルミ伯爵（天久聖一/「電気グルーヴ20周年のうた」PVに登場した漫画が読める) |      |            |